# Рейнольдс, Мальвина
 Мальвина Рейнольдс  (англ. Malvina Reynolds) — американская певица и автор песен, политическая активистка. Известна в большей степени авторством песни «Little Boxes».
Родилась 23 августа 1900 в Сан-Франциско. Умерла 17 марта 1978.

## Биография
Родилась в Сан-Франциско в еврейской семье двух эмигрантов и социалистов, противников Первой мировой войны. В 1934 Мальвина Милдер (Milder — девичья фамилия) вышла замуж за Уильяма Рейнольдса, плотника и коммунистического лидера и в 1935 у них появилась дочь, Нэнси. Мальвина училась в Калифорнийском университете в Беркли, где она специализировалась в английском языке, и, закончив диссертацию в 1938, получила докторскую степень.
Хотя она играла на скрипке в танцевальной группе, когда ей было около 20 лет, свою карьеру как сочинительницы песен она начала поздно. Ей было за 40, когда она встретила Эрла Робинсона, Пита Сигера и других фолксингеров и авторов-исполнителей. Она вернулась к учёбе в Калифорнийском Университете Беркли, где освоила музыкальную теорию. Сочинила несколько популярных песен, среди которых: «Little Boxes» («Коробочки» — песня о провинциальной жизни, навеянная Дэйли Сити в Калифорнии); «What Have They Done to the Rain» («Что они сделали с дождем», о радиоактивных осадках), записанную группой ‘’The Searchers’’; «It Isn’t Nice» («Ничего хорошего в том», гимн гражданским правам); «Turn Around» («Оглянись» — о том, как растут дети. Позднее песня исполнена Гарри Белафонте) и «There’s a Bottom Below» («Дно еще ниже» — о депрессии). Рейнольдс также известна как сочинительница детских песен, таких как «Magic Penny» («Волшебная монетка») и «Morningtown Ride» («Поездка по утреннему городу» — эта песня, записанная группой ‘’The Seekers’’ заняла первое место в британском хит-параде в декабре 1966).
Фильм-биография Love It Like a Fool («Любить это до безумия») был снят за несколько лет до её смерти в 1978-м. Самая известная песня «Little Boxes» стала заново у всех на слуху после того, как попала в саундтрек популярного сериала Дурман («Weeds»).
На одном из своих выступлений Мальвина Рейнольдс рассказала: "Меня однажды представили как женщину, которая написала так много песен, что она, должно быть, пишет по песне перед завтраком каждый день. Это не было правдой, и однажды утром я решила, что неплохо бы написать песню перед завтраком — тогда и получилась «Little Boxes».’’
Мелодию песни «Little Boxes» использовал Алексей Хвостенко для своей песни «Мы всех лучше» (альбом Чайник вина).
Была представлена на коллекционных карточках Supersisters.